# João Carlos de Oliveira
João Carlos de Oliveira (ur. 28 maja 1954 w Pindamonhangaba, zm. 29 maja 1999 w São Paulo) – brazylijski lekkoatleta, trójskoczek, medalista olimpijski, rekordzista świata w latach 1975-1985, podporucznik armii brazylijskiej.
15 października 1975 podczas Igrzysk Panamerykańskich w Meksyku pobił rekord świata w trójskoku wynikiem 17,89 m. Poprzedni rekord radzieckiego zawodnika Wiktora Saniejewa był gorszy aż o 45 cm. Rekord Oliveiry przetrwał 10 lat, kiedy został pobity przez Amerykanina Williego Banksa.
João Carlos de Oliveira zdobył dwa brązowe medale olimpijskie w 1976 i 1980.
Jego karierę przerwał 22 grudnia 1981 wypadek samochodowy pod São Paulo, w wyniku którego miał amputowaną prawą nogę. Ostatnie lata życia spędził w biedzie, nękała go depresja i alkoholizm. Przyczyną śmierci było zakażenie i marskość wątroby.